# Метяшкин, Аким Гаврилович
Аким Гаврилович Митяшкин (24 июня 1897 года — 5 апреля 1944 года) — участник Великой Отечественной войны, стрелок-автоматчик 1-го стрелкового батальона 1281-го полка 60-й Севской стрелковой дивизии 5-й ударной армии, красноармеец. Герой Советского Союза (1943).

## Биография
Аким Митяшкин родился 24 июня 1897 года в селе Бараники Области Войска Донского, ныне Сальского района Ростовской области.
В 1935 году с семьёй переехал из села Бараники в Эсто-Хагинку (ныне село Яшалта). Трудился в кустарно-промысловой артели «Путь к коммунизму» специалистом-валяльщиком по изготовлению валенок.
В 1942 году призван в Красную Армию. Участвовал в боях за Сталинград, в составе частей 5-й ударной армии, сражался западнее Ростова-на-Дону. Затем участвовал в боях на Северном Кавказе, где был трижды ранен. После госпиталя вернулся на фронт и участвовал в боях на Курской дуге.
Свой подвиг он совершил в боях за Днепр. В характеристике командования на Митяшкина говорится:

«А. Г. Митяшкин, 1897 года рождения, рядовой, стрелок-автоматчик первого стрелкового батальона 1281 полка, 60-й Севской стрелковой дивизии, русский, беспартийный. В ночь на 18 октября 1943 г. при форсировании Днепра, А. Г. Митяшкин, стоя по пояс в холодной воде, обеспечил своевременную погрузку подразделения и боеприпасов на катер. В боях за деревню Бывалки он первым бросился в атаку, увлекая за собой бойцов, убил трёх фашистов. Затем при отражении контратаки противника, воодушевляя бойцов личным примером, в рукопашной схватке уничтожил ещё двух фашистов. В боях за деревню Бывалки он первым бросился в атаку и увлёк за собой всю роту».

В дальнейшем 5-я ударная армия в составе 3-го Украинского фронта освобождала Правобережную Украину. В тяжёлом бою за деревню Мельница-Подольскую Аким Гаврилович Митяшкин погиб. Похоронен 5 апреля 1944 года в селе Гермаковка Борщёвского района Тернопольской области.
По другим данным похоронен в селе Мельница-Подольская того же района, где в сквере в центре села находится братская могила советских воинов, которые погибли в боях за освобождение Мельницы-Подольской — 290 солдат, сержантов и офицеров. На могиле три плиты из чёрного мрамора, на центральной надпись: «Здесь похоронен Герой Советского Союза рядовой Митяшкин Аким Гаврилович и офицеры».

## Семья
- Жена — Акулина Михайловна.
- Старший сын — Иван (курсант Астраханского военного училища), выполняя особое задание командования, погиб у посёлка Яшкуль.
- Средний сын — Василий был убит в бою 27 января 1945 года возле города Опальня за рекою Одер.
- Младший сын Акима Гавриловича умер от менингита.

## Награды
- Указом Президиума Верховного Совета СССР от 30 октября 1943 года Акиму Гавриловичу Митяшкину присвоено звание Героя Советского Союза[2], с вручением ордена Ленина и медали «Золотая Звезда».

## Память
- Имя А. Г. Митяшкина увековечено на братской могиле в пгт. Мельница-Подольская.
- В Сальске на Аллее памяти имеется памятник Герою[3].
- Именем А. Г. Митяшкина названа улица в селе Яшалта и в пгт. Мельница-Подольская.
- В селе Яшалта установлен памятник Герою.